# Club Deportivo Colón
El Club Deportivo Colón fue un antiguo equipo de fútbol mexicano que jugó en la Liga Amateur de Jalisco antes de la profesionalización y creación de la Primera división mexicana. Tuvo como sede de sus partidos la ciudad de Guadalajara, Jalisco.

## Historia
El Colón fue fundado en 1908 por jóvenes entusiastas del sureste de la ciudad de Guadalajara con el fin de practicar fútbol uniéndose más tarde con el Club Oliver, siendo la primera casa del Club los campos baldíos en los llanos del Agua Azul, constituyéndose en el paladín de la clase popular.
En 1911 siendo todavía de segunda fuerza entró a la Liga de Occidente, pero debido a la dificultad que esta presentaba y a que no contaba con el plantel necesario para afrontar los duelos decide regresar a las divisiones inferiores.
No volvió a la Primera Fuerza hasta 1916, y para 1917 el equipo del Colón era considerado el de mayor fútbol técnico-efectivo, en ese entonces el equipo contaba con grandes delanteros como Justo García Godoy, Pedrito Rodríguez y Silvestre Chávez, quienes después de un enorme esfuerzo lograron obtener el título de campeones en la temporada 1916-17 de la Liga de Occidente, en campos del hipódromo de El Rosario.
El equipo campeón fue el siguiente, J.J, de la Peña en la portería, Ramón Álvarez, Rodrigo Sánchez en la defensa, José W. Ramírez (Capitán), Jesús Ramírez, Ramón Covarrubias en la media, Ricardo Sapién, Antonio Fernández, Filemón Ramírez, Antonio Fernández y Regino de la Peña en la delantera, como suplentes estaban Roberto Arauz, Salvador Alva Rosa y Salvador España, siendo presidente del equipo el Sr. Cuéllar.
Para la temporada 1918-19 el equipo descendería rápidamente, de las filas del equipo fueron desertando la mayoría de los jugadores y el equipo se mantuvo gracias a la afición, pero solamente seguiría jugando en ligas de 2.ª y 3.ª fuerza.
El retorno del Colón se dio en 1929, cuando el equipo húngaro del Sabaria realizó una gira por Guadalajara, y el 2 de marzo enfrentaría a un combinado Oro-Colón, el cual perdería por un escandaloso 8-0. Finalmente el equipo terminó fusionándose con los equipos del Águila y el Atlas.

## Palmarés
- Liga Amateur de Jalisco (1): 1916-17
- Subcampeón de la Liga Amateur de Jalisco en 1917-18 y 1919-20.